# Orectolobus ornatus
Orectolobus ornatus е вид акула от семейство Orectolobidae. Видът е почти застрашен от изчезване.

## Разпространение и местообитание
Разпространен е в Австралия (Виктория, Западна Австралия, Куинсланд, Нов Южен Уелс, Северна територия и Южна Австралия).
Обитава крайбрежията на океани, морета, заливи, лагуни и рифове в райони с тропически климат. Среща се на дълбочина от 27,5 до 100 m, при температура на водата от 15,6 до 18,4 °C и соленост 35,6 – 36,1 ‰.

## Описание
На дължина достигат до 2,9 m.